# ІФК Ескільстуна
ІФК Ескільстуна (швед. Idrottsföreningen Kamraterna Eskilstuna) — шведський футбольний клуб із міста Ескільстуна.

## Історія
Клуб заснований 9 вересня 1897 року. 
Провів у Аллсвенскан 14 сезонів (останній — 1964): зіграв 317 матчів, у яких здобув 86 перемог, 59 нічиїх і 172 поразки, різниця м'ячів 560-850.	 
Тепер виступає у 6-й лізі Швеції (Дивізіон 4).

## Досягнення
Чемпіонат Швеції:
- Чемпіон Швеції (1): 1921
- Віце-чемпіон Швеції (1): 1923

Аллсвенскан:
- 5-е місце (1): 1931—1932.